# Ziemia wiska

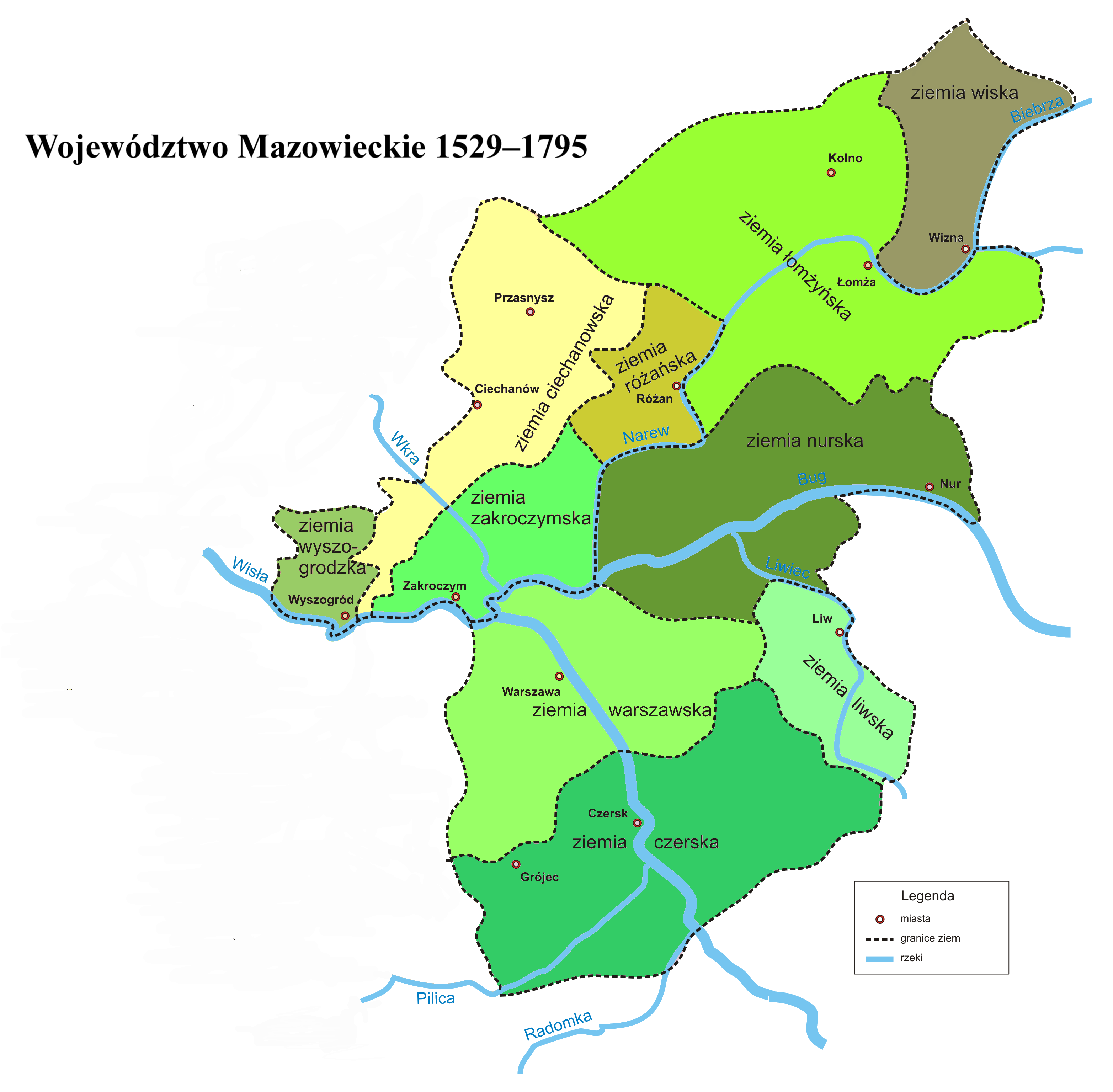
Ziemia wiska jako część województwa mazowieckiego w latach 1529–1795

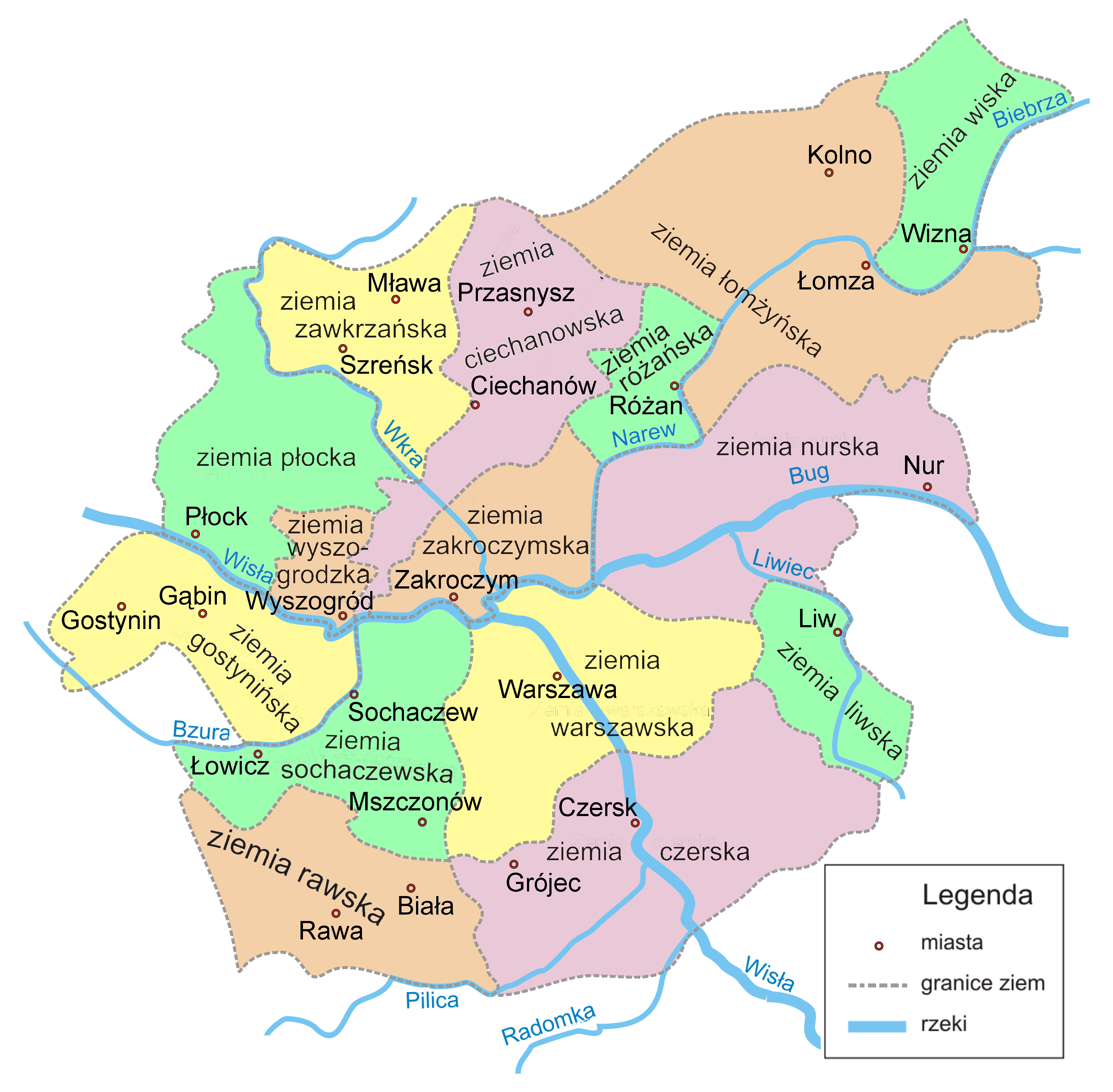
Ziemia wiska i inne ziemie Mazowsza (XIII–XVIII w.)

Ziemia wiska, alternatywne nazwy: ziemia wizka, ziemia wizeńska – jednostka terytorialna na średniowiecznym północno-wschodnim Mazowszu. Stolicą ziemi była Wizna.

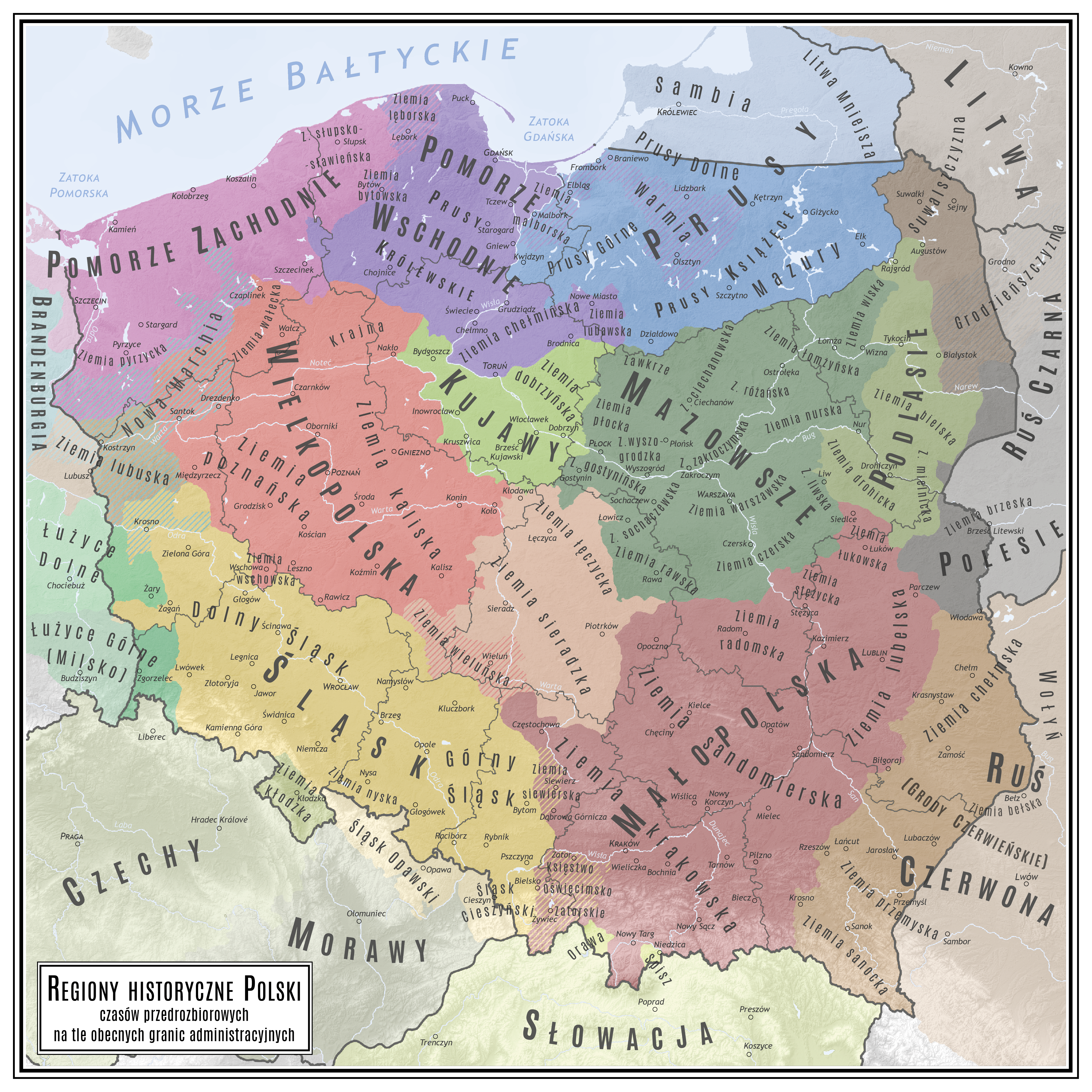
Ziemia wiska, Mazowsze i inne krainy historyczne Polski na tle współczesnych granic administracyjnych

Już w XI wieku była grodem strzegącym wschodniej granicy Mazowsza przed najazdami Jaćwingów. W XI wieku najdalej wysunięta pozycja piastowska w kierunku Jaćwieży. Gród często był obiektem ataków Jaćwingów, Prusów i Litwinów. Kasztelanowie wiscy stopniowo zajmowali coraz bardziej eksponowaną pozycję w hierarchii urzędników mazowieckich, co ma odbicie w kolejności wymieniania świadków w dokumentach. Od około 1250 r. pojawiają się oni nierzadko na drugim miejscu, bezpośrednio po wojewodzie mazowieckim. Przez jakiś czas książę litewski Witenes miał w posiadaniu gród wiski, który był dla niego ważnym punktem obrony przeciwko Krzyżakom. Książę Bolesław II po przymierzu z Litwinami pozostawił Wiznę w ich posiadaniu, mimo protestów Krzyżaków. Gdy Krzyżacy zdobyli i zburzyli Wiznę, Bolesław samodzielnie odbudował gród w 1296 roku i obsadził ją swoimi wojskami.
Od tej pory Wizna zaczęła stawać się centrum oddzielnej dzielnicy książęcej, w której około roku 1340 rządził Siemowit II. W końcu XIII i w XIV wieku wraz z rozbiciem Mazowsza na dzielnice i wzrostem rangi urzędników lokalnych kasztelanowie wiscy pojawiają się coraz częściej na pierwszym miejscu wśród świadków w dokumentach. Wizna weszła również w tym czasie do tytulatury dzielnicowych książąt mazowieckich („książę mazowiecki i pan Wizny”), co świadczyło o wysokiej randze tego ośrodka. Od 1345 r. Nowogród został wyodrębniony w oddzielną kasztelanię (późniejszą ziemię łomżyńską), co uszczupliło powierzchnię kasztelanii wiskiej. Ziemia wiska w 1351 roku po bezpotomnej śmierci księcia Bolesława III płockiego została odziedziczona przez króla Kazimierza Wielkiego. W 1355 roku król oddał w zastaw ziemię wiską i Zakroczym na 3 lata swojemu lennikowi Siemowitowi III (odpowiedni dokument książę wystawił 27 XII 1355 r.). W 1358 roku Wizna wróciła do króla. Król Kazimierz Wielki posiadał ziemię wiską do śmierci w 1370 roku, po czym ziemia wiska wróciła do Siemowita III. Od 1379 roku ziemią wiską zarządzał Siemowit IV. 
W roku 1382 książę Siemowit IV zastawił Wiznę z całą kasztelanią Krzyżakom za 7000 florenów, jednak wykupił ją od nich na początku roku 1401. Niedługo później w dniu 30 grudnia 1401 roku książę Siemowit IV oddał w zastaw warownię w Wiźnie wraz z okolicznym okręgiem swemu bratu, księciu warszawskiemu i ciechanowskiemu Januszowi I Starszemu. W 1435 roku ziemia wiska została wykupiona z zastawu przez syna Siemowita IV księcia Władysława I Płockiego od Bolesława IV. W 1468 roku wyrok sądu złożonego z dostojników królewskich pozbawił Katarzynę, księżną mazowiecką, praw do ziemi wiskiej i przyłączył ją do Korony. W 1495 roku po śmierci Janusza II ziemia wiska wraz z zamkiem została inkorporowana do Korony przez króla Jana Olbrachta. Jednak jego następca Zygmunt I Stary udzielił w 1507 roku upoważnienia księżnej Annie i jej synom Stanisławowi i Januszowi na wykup zamku i ziemi wiskiej od starosty Jakuba Glinki, a po jego śmierci od jego następcy Jakuba Kościeleckiego. Do wykupu przez Annę zamku i Wizny doszło w 1512 roku za 6 tys. florenów. W 1526 roku ziemia wiska została ponownie włączona do Korony Polskiej. 
Ziemia wiska dzieliła się na dwa powiaty: wiski i wąsoski. W 1548 roku wydzielono powiat radziłowski. Znajdowało się w niej w XVI wieku 280 wsi (133 w powiecie wiskim i 147 w wąsoskim). W czasie Potopu szwedzkiego ziemia wiska została poważanie zniszczona.
Ziemia wizka dzieliła się na 3 powiaty: wizki, wąsowski, radziwiłowski. Starostwo grodowe wizkie.
W XVII wieku w ziemi wiskiej szlachta stanowiła 45% mieszkańców.
| Powiat                 | Powierzchnia w mil² | Powierzchnia w km² |
| ---------------------- | ------------------- | ------------------ |
| powiat wiski           | 10,09               | 555,86             |
| powiat wąsoski         | 15,68               | 863,74             |
| ziemia wiska – Razem Σ | 25,77               | 1419,60            |

W ziemi wiskiej leżały następujące miejscowości:
| - Grajewo - Szczuczyn - Stawiski - Tykocin - Goniądz - Piątnica Poduchowna | - Jedwabne - Rajgród - Wizna - Wąsosz - Radziłów - Trzcianne |

Uporządkowano według liczby ludności. Kursywą wyróżniono nazwy wsi.